# Stanley Sadie
Stanley John Sadie (30 de octubre de 1930, Wembley - 21 de marzo de marzo de 2005, Cossington) fue un musicólogo británico, especialista en Wolfgang Amadeus Mozart.

## Biografía
Sadie estudió en Cambridge, donde sus maestros Charles Cudworth y Thurston Dart condujeron su investigación hacia el siglo XVIII.
Tras un tiempo impartiendo clases, fue crítico de música de The Times entre 1964 y 1981 y editor de Musical Times (1967-1987), también trabajó para el Financial Times a partir de 1981. Fue editor en jefe de la sexta edición del Grove Dictionary of Music and Musicians (1980), ampliado a veinte volúmenes, en lugar de nueve, y además fue extendido a veintinueve volúmenes en el año 2001, en los que también participó, pero, se negó a figurar como editor, tildando de precipitado el retraso a la hora de su publicación.
Fue presidente de la Real Asociación Musical (1989-1994) y de la Sociedad Internacional de Musicología (1992-1997).
Fue condecorado con la Orden del Imperio Británico en 1982 y fue miembro honorario del Royal College of Music.
En 2001, junto con su esposa, Julie Anne, abrió el Handel House Museum.

## Obras
- Beethoven (coll. «Great composers», T.Y. Crowell Co. 1967) OCLC 255642 (en inglés)
- Handel concertos (coll. «BBC music guides»  29, University of Washington Press, 1972) OCLC 1059070 (en inglés)
- The New Grove Mozart [Grove] (coll. «Composer biography series» Norton 1983) OCLC 10670525 (en inglés)
- Mozart (coll. «Domaine musical» Éditions du Rocher) OCLC 53753330 (en francés)
- The Cambridge music guide, ed. con Alison Latham (Cambridge University Press, 1985) OCLC 12509506 (en inglés)
- Mozart symphonies (coll. «BBC music guides», Ariel Music 1986) OCLC 15433163 (en inglés)
- Stanley Sadie's music guide : an introduction (Prentice-Hall, 1986) OCLC 12877400 (en inglés)
- Handel : tercentenary collection (coll. «Studies in musicology» n.º 99, Macmillan, 1987) OCLC 16129206 (en inglés)
- Man & music, ed. (Macmillan, 1989) OCLC 65065886 (en inglés)
- Performance practice [Grove] ed. con Howard Mayer Brown (coll. «New Grove handbooks in music», W.W. Norton & Company, 1989) OCLC 22380086 (en inglés)
- La Musique, une initiation (Bordas, 1990) OCLC 34584356 (en francés)
- History of opera [Grove] (Norton, 1990) OCLC 22506237 (en inglés)
- Wolfgang Amadè Mozart : essays on his life and his music, ed. (Oxford University Press, 1996) OCLC 31901524 (en inglés)
- Mozart and his operas, ed. («New Grove composers series» Macmillan Reference, 2000) OCLC 43619636 (en inglés)
- Puccini and his operas, ed. («New Grove composers series» Macmillan Reference, 2000) OCLC 43667132 (en inglés)
- Verdi and his operas, ed. con Roger Parker («New Grove composers series» Macmillan Reference, 2000) OCLC 42972195 (en inglés)
- Wagner and his operas, ed. («New Grove composers series» Macmillan Reference, 2000) OCLC 42972271 (en inglés)
- The Billboard illustrated encyclopedia of opera, ed. con Jane Bellingham (Billboard Books, 2004) OCLC 56772035 (en inglés)
- Mozart : the early years, 1756-1781 (Norton, 2005) OCLC 60796200 (en inglés)